# Astragalus dictyolobus
Astragalus dictyolobus es una especie de planta del género Astragalus, de la familia de las leguminosas, orden Fabales.

## Distribución
Astragalus dictyolobus se distribuye por Turquía e Irán.

## Taxonomía
Fue descrita científicamente por C. A. Mey. ex Bunge. Fue publicada en Mémoires de l'Academie Imperiale des Sciences de Saint Petersbourg 7, 11(16): 60 (1868).
Sinonimia
- Astragalus dictyoloba (Bunge) Kuntze